# Ochthera anatolikos
Ochthera anatolikos är en tvåvingeart som beskrevs av Clausen 1977. Ochthera anatolikos ingår i släktet Ochthera och familjen vattenflugor. Inga underarter finns listade i Catalogue of Life.